# Інститут сільського господарства Карпатського регіону
Інститут сільського господарства Карпатського регіону — аграрний науково-дослідний інститут Національної академії аграрних наук України. Головний адміністративний корпус інституту знаходиться в селі Оброшине Львівського району Львівської області. Інститут є головною науково-дослідною установою у Карпатському регіоні з вирішення актуальних питань теорії і практики галузей землеробства, рослинництва, кормовиробництва, тваринництва, наукового вирішення проблем механізації, електрифікації, автоматизації сільськогосподарського виробництва, впровадження у виробництво досягнень науки, техніки, вітчизняного та зарубіжного досвіду сільськогосподарським установам, підприємствам, кооперативам, фермерам, та наукового забезпечення розробки і реалізації зональних та регіональних програм інноваційного розвитку АПК. Інститут співпрацює з науковими установами США, Канади, Німеччини, Франції, Австрії, Польщі, Словаччини, Угорщини, Голландії, Австралії.

## Історія
У 1945 році в селі Оброшине створено Львівську науково-дослідну станцію рільництва з основними напрямами роботи: селекція і насінництво зернових культур, агротехніка і хімізація, кормовиробництво, овочівництво, захист рослин, тваринництво, економіка і організація сільськогосподарського виробництва. У 1951 році засновано Інститут агробіології (філіал Академії наук УРСР), що покликаний розширити теоретичну базу агробіологічної науки і вирішувати питання сільськогосподарського виробництва в західних областях України.

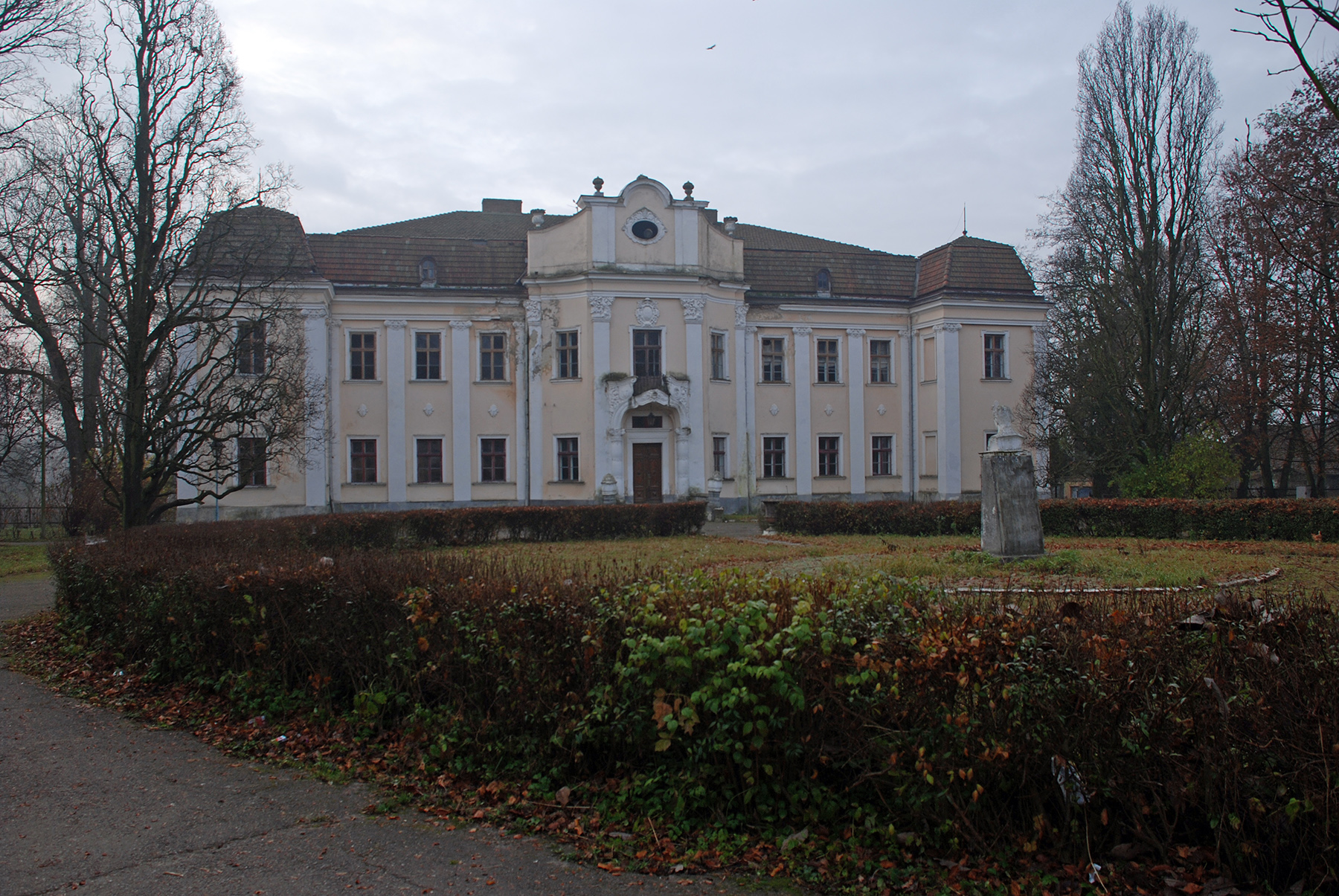
Старий корпус Інституту

У 1956 році Львівську науково-дослідну станцію рільництва та Інститут агробіології реорганізовано в Науково-дослідний інститут землеробства і тваринництва західних районів УРСР, який у квітні 1992 року було перейменовано в Інститут землеробства і тваринництва західного регіону УААН. У 1997 році шляхом об'єднання Інституту землеробства і тваринництва західного регіону УААН та Інституту фізіології і біохімії тварин УААН було створено Інститут землеробства і біології тварин УААН. У квітні 2000 року Інститут землеробства і біології тварин УААН знову роз'єднано на два інститути — Інститут землеробства і тваринництва західного регіону УААН з виконанням функцій Львівського регіонального центру наукового забезпечення АПВ та Інститут біології тварин УААН. У 2010 році Українська академія аграрних наук отримала статус Національної академії аграрних наук.
У липні 2011 року внаслідок приєднання до Інституту землеробства і тваринництва західного регіону НААН Львівської дослідної станції садівництва Інституту садівництва НААН, Західного науково-дослідного центру інженерії агротехнологічних систем ННЦ «Інституту механізації та електрифікації сільського господарства НААН», Івано-Франківського, Буковинського, Закарпатського інститутів АПВ та їхніх дослідних господарств установу перейменовано в Інститут сільського господарства Карпатського регіону НААН.
З 2019 року Інститут очолює доктор сільськогосподарських наук, заслужений працівник сільського господарства України Стасів Олег Федорович.

## Наукова діяльність
Основними напрямами діяльності інституту є:
- створення високопродуктивних стійких до хвороб сортів сільськогосподарських культур;
- розробка і впровадження раціональних енерго- та ґрунтозберігаючих технологій у землеробстві, способів боротьби з бур'янами, шкідниками і хворобами сільськогосподарських культур;
- виробництво і реалізація елітного насіння районованих сортів;
- формування екологічно чистих лучних ценозів на основі високоврожайних сортів бобових і злакових трав;
- розробка прогресивних технологій заготівлі, збереження, переробки і використання кормових ресурсів;
- створення нових високопродуктивних порід великої рогатої худоби, свиней, овець і птиці, поліпшення їхніх племінних і продуктивних якостей;
- вдосконалення наявних і розробка нових технологій утримання, годівлі та відтворення сільськогосподарських тварин;
- наукове забезпечення агропромислового виробництва в Карпатському регіоні України (Львівська, Івано-Франківська, Закарпатська та Чернівецька обл.).

Сорти рослин, що виведені в Інституті сільського господарства Карпатського регіону НААН:
| №  | Назва (вид рослини та сорт)            | Охоронний документ       | Дата реєстрації |
| 1  | Ячмінь звичайний (ярий) Княжий         | Св 0599                  | 2005            |
| 2  | Буряк кормовий Галицький               | Св 0583                  | 2005            |
| 3  | Тимофіївка лучна Підгірянка            | Св 05100                 | 2010            |
| 4  | Костриця очеретяна Смерічка            | Св 0365                  | 2003            |
| 5  | Пажитниця багатоквіткова Жайвір        | Св 0366                  | 2003            |
| 6  | Пайза Надія                            | Св 0367                  | 2003            |
| 7  | Конюшина гібридна Придністровська      | Св 1593                  | 2002            |
| 8  | Картопля Оксамит 99                    | С 1553                   | 2002            |
| 9  | Картопля Віра                          | С 1230                   | 2001            |
| 10 | Горошок посівний (озимий) Вусатий      | С 806                    | 1999            |
| 11 | Щириця Скіф                            | С 727                    | 1998            |
| 12 | Мітлиця велетенська Галичанка          | С 694                    | 1997            |
| 13 | Горошок посівний (озимий) Львів´янка   | С 542                    | 1997            |
| 14 | Пажитниця багаторічна Дрогобицька 16   | С 695                    | 1997            |
| 15 | Ячмінь звичайний (озимий) Кормовий     | С 705                    | 1997            |
| 16 | Пажитниця вестервольдська Росавій      | С 708                    | 1997            |
| 17 | Конюшина лучна Передкарпатська 6       | Заява 92052003           | 1997            |
| 18 | Картопля Слава                         | Заява 88031003           | 1997            |
| 19 | Пажитниця вестервольдська Еней         | Св 5635                  | 1991            |
| 20 | Льон звичайний, довгунець Каменяр      | Св 0856                  | 2007            |
| 21 | Овес посівний Аркан                    | Св 0755                  | 2007            |
| 22 | Овес посівний Ант                      | Св 06228                 | 2007            |
| 23 | Картопля Легенда                       | П 07212                  |                 |
| 24 | Костриця червона Говерла               | П 08347 Св 08182         |                 |
| 25 | Боби кормові Пікуловицькі 1            | Заява 58043003           |                 |
| 26 | Гречка їстівна Вікторія                | Заява 64002001           | 2001            |
| 27 | Буряк кормовий Львівський жовтий       | Заява 72046002           |                 |
| 28 | Ячмінь звичайний (озимий) Широколистий | Заява 82012028           |                 |
| 29 | Картопля Мавка                         | Заява 77031002           |                 |
| 30 | Льон звичайний, довгунець Зоря 87      | Заява 82015001           |                 |
| 31 | Ячмінь звичайний (ярий) Надія          | Заява 94012003           | 2003            |
| 32 | Ячмінь звичайний (озимий) Дністер      | Заява 01012002           | 2002            |
| 33 | Пажитниця багаторічна Дрогобицька 2    | Заява 67062001           | 2001            |
| 34 | Пажитниця багаторічна Осип             | Св 10994? Заява 07062001 | 2001            |
| 35 | Порічки червоні та білі Святкові       | Заявка 94082004          | 2000            |
| 36 | Порічки червоні та білі Чародійка      | Заявка 94082006,         | 2000            |
| 37 | Смородина Краса Львова                 | Заявка 94083004          | 2000            |
| 38 | Смородина Українка                     | Заявка 94083006          | 2000            |
| 39 | Порічки червоні та білі Ярославна      | Заявка 97082002          | 2001            |
| 40 | Смородина Либідь                       | Заявка 94083005          | 2001            |
| 41 | Смородина Софія                        | Заявка 97083005          | 2001            |
| 42 | Смородина Надбужанська                 | Заявка 97083006          | 2004            |
| 43 | Смородина Вербна                       | Заявка 97083007          | 2004            |
| 44 | Аґрус відхилений Златогор              | Заявка 04071001          | 2006            |
| 45 | Аґрус відхилений Карат                 | Заявка 04071002          | 2006            |
| 46 | Порічки червоні Сніжанка               | П 10365                  | 2008            |
| 47 | Суниця Радославка                      | П 10829                  | 2009            |
| 48 | Суниця Стефанія                        | П 10828                  | 2009            |